# Nothopanus
Nothopanus là một chi nấm trong họ Marasmiaceae, thuộc bộ Agaricales. Chi nấm này được nhà nghiên cứu Rolf Singer miêu tả khoa học lần đầu tiên vào năm 1944.